# ديفيد لويس (تنس)
ديفيد لويس (بالإنجليزية: David Lewis)‏ مواليد 3 سبتمبر 1964 في نيوزيلندا، هو لاعب كرة مضرب نيوزلندي سابق بدأ مسيرته كمحترف سنة 1983 وكان يلعب باليد اليمنى. أعلى تصنيف له في الفردي كان المركز الـ 152 في سنة 1988. أعلى تصنيف له في الزوجي كان المركز الـ 133 في سنة 1991.

## النهائيات

### الزوجي: 1 (0–1)
| الحصيلة | الرقم | السنة | الدورة                      | الأرضية | الشريك     | المنافس في النهائي      | النتيجة في النهائي |
| ------- | ----- | ----- | --------------------------- | ------- | ---------- | ----------------------- | ------------------ |
| الوصافة | 1.    | 1990  | بطولة جنيف المفتوحة، سويسرا | ترابية  | نيل بورويك | بابلو البانو ديفيد إنجل | 3–6, 6–7           |

## روابط خارجية
- ديفيد لويس على موقع رابطة محترفي التنس (الإنجليزية)
- ديفيد لويس على موقع الاتحاد الدولي لكرة المضرب (الإنجليزية)
- ديفيد لويس على موقع كأس ديفيز (الإنجليزية)
- ديفيد لويس على موقع خلاصة التنس.كوم (الإنجليزية)